# Cladopelma overmeirensis
Cladopelma overmeirensis är en tvåvingeart som först beskrevs av Maurice Emile Marie Goetghebuer 1932.  Cladopelma overmeirensis ingår i släktet Cladopelma och familjen fjädermyggor.
Artens utbredningsområde är Belgien. Inga underarter finns listade i Catalogue of Life.